# 赫尔曼·格拉瑟
赫尔曼·格拉瑟（1928年8月28日—2018年6月18日）是一位德国文化历史学家和政治评论员，主要作品有《德意志文化：1945～2000年》（Deutsche Kultur: 1945-2000）等。